# Tetela de Ocampo (kommun)
Tetela de Ocampo är en kommun i Mexiko.   Den ligger i delstaten Puebla, i den sydöstra delen av landet, 150 km öster om huvudstaden Mexico City.
Följande samhällen finns i Tetela de Ocampo:
- Tetela de Ocampo
- Benito Juárez
- Zoyatitla
- Tonalapa
- Xaltatempa de Lucas
- La Lagunilla
- San Martín
- Taxco
- Zontecomapan
- Talican
- La Soledad
- San José
- Puente Seco
- Tecuanta
- Tototzinapan
- Xilitetitla
- Buenavista
- Ometépetl
- Zacatepec
- Jalacingo
- Atenti Oriente
- Nanahuacingo
- Alvaresco
- Barranca Fría
- Cuxateno
- Acatlán
- Muyuapan
- Tetelco
- Carreragco
- Tepexácatl
- Rancho Alegre
- Xalpuente
- Xochititán
- Cuautacomulco
- Xonocuautla
- Las Besanas
- Tateno
- El Puerto
- Zacaloma
- Cagcapola
- Chalahuico
- Matixco
- Los Patios
- Guadalupe Buena Vista
- Taxcantla
- Cuacualachaco
- Rancho Viejo
- Talcozamán